# منطقه بوک، دئگو
منطقه بوک (به انگلیسی: Buk District) واقع در شمال غربی دئگو، کره جنوبی است. این استان در شمال با شهرستان چیلگوک همسایه است. منطقه بوک ۹۵.۴۶ کیلومتر مربع مساحت و ۴۵۰,۰۰۰ نفر جمعیت دارد.